# Óc Eo
Óc Eo è un comune del Vietnam del sud, situato nei pressi del confine con la Cambogia. Fa parte del Distretto di Thoai Son, nella zona meridionale della Provincia di An Giang. Óc Eo è anche un importante sito archeologico situato nella regione del delta del Mekong, essendo stato tra il I e il VII secolo un importante porto regionale del Regno del Funan. Moltissime informazioni oggi disponibili su tale regno provengono proprio dagli scavi condotti ad Óc Eo.

## Il sito archeologico

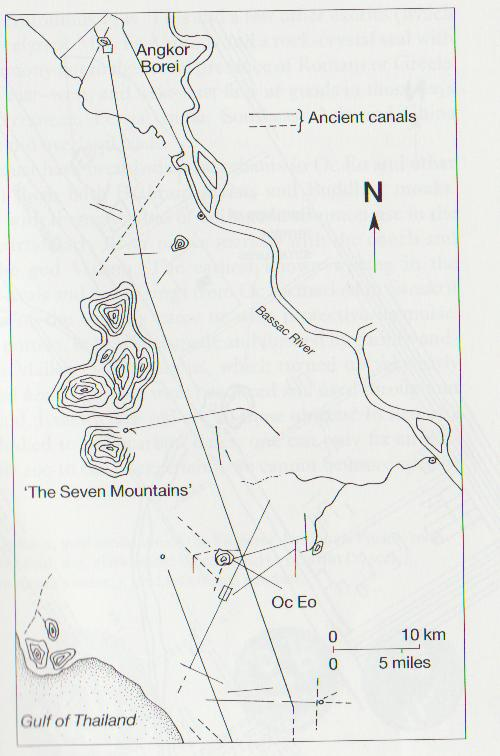
Mappa degli antichi canali che congiungevano Angkor Borei e Óc Eo

Gli scavi intrapresi nell'area di Óc Eo iniziarono nel 1942 ad opera dell'archeologo francese Louis Mallaret, dopo che l'intera area era stata osservata con delle foto aeree. Mediante tali foto fu possibile notare come fosse sopravvissuta una rete di canali dislocata nella regione del Delta. Uno di questi canali partiva da Angkor Borei (città situata circa 60 km a Nord di Óc Eo e ritenuta una possibile capitale del Regno del Funan) e arrivava in un punto preciso, intersecandosi poi con altri cinque canali, uno dei quali portava sulla costa (ossia nel luogo in cui sorgeva anticamente il porto di Óc Eo). Questo rilievo portò gli studiosi a effettuare uno scavo archeologico proprio nel punto di confluenza dei canali.
Quanto rinvenuto durante gli anni di scavo è materiale di grande importanza per ricostruire la storia del Regno del Funan: reperti fittili, gioielli, attrezzi da lavoro, stampi per fondere i metalli, monete (incluse alcune Romane del II secolo), oggetti votivi e statue di soggetto religioso. Tali oggetti sono oggi conservati a Hồ Chí Minh, presso il locale Museo di storia vietnamita.

## Óc Eo e il racconto di Tolomeo

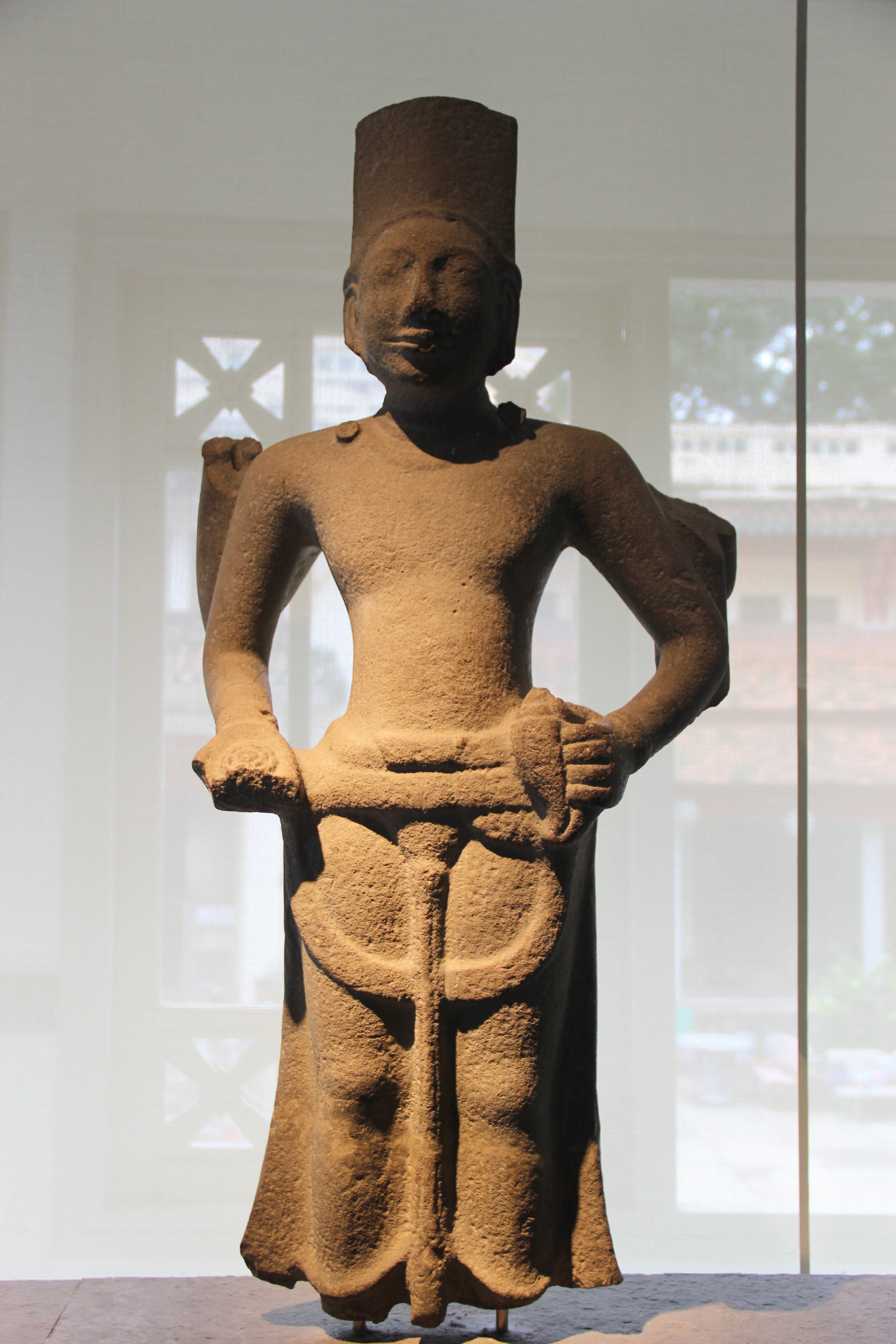
Statua di Visnù risalente al VI-VII secolo trovata a Óc Eo e conservata al Museo di storia vietnamita della Città di Ho Chi Minh

Óc Eo è stato indicato da alcuni studiosi come il porto di "Kattigara". Tale porto era stato descritto nel II secolo d.C. dal geografo ed erudito alessandrino Claudio Tolomeo, a seguito della narrazione da lui ascoltata da un marinaio che sosteneva di esservi stato personalmente. Kattigara era per i Greci e i Romani il punto più orientale del Mare Indico. Secondo la narrazione tolemaica, il porto di Kattigara si sarebbe trovato a circa otto gradi di latitudine a Sud dell'Equatore, dunque in una posizione alquanto improbabile (in mare aperto, a circa 300 km dalle coste dell'isola di Java). Le ipotesi sono quindi due: o il racconto di Tolomeo era di per sé errato, oppure vi è stato un errore da parte di qualche copista che ha variato involontariamente il testo originale. È questa la conclusione cui sono giunti numerosi studiosi, ritenendo che la corretta posizione riconducibile al testo di Tolomeo fosse di otto gradi e mezzo a Nord dell'Equatore.
Da qualche decennio gli studiosi non discutono più sulla latitudine del porto di Kattigara, ma resta aperto il dibattito circa il fatto che Kattigara e Óc Eo coincidano. L'osservazione dello storico francese George Coedés, secondo cui Kattigara dovesse trovarsi sulla costa occidentale del Golfo del Siam, non è sufficiente per identificare un luogo preciso. Propendono per l'identificazione con Óc Eo gli studiosi Dihle e Christie, sulla base di una ricostruzione che poggia su due diversi ordini di argomenti. In primo luogo, nel racconto tolemaico sarebbero presenti elementi inconfutabili per collocare geograficamente Kattigara solo all'interno del Delta del Mekong e solo nel suo versante interno al Golfo del Siam (Sinus Magnus). Secondariamente, a confermare l'ipotesi ci sarebbero i reperti archeologici di manufatti persiani, cinesi e romani rinvenuti nella zona, che indurrebbero ad identificare con Óc Eo il porto conosciuto dalle civiltà classiche come estremo luogo di scambio nel Mare Indico. 
Qualunque sia stato il luogo cui Tolomeo si riferiva nel suo scritto chiamandolo Kattigara, va rilevato come i geografi rinascimentali che si basavano su Tolomeo per redigere le carte di navigazione considerassero il Capo di Kattigara quale punto terminale del continente asiatico.